# Rhabdonotus
Rhabdonotus is een geslacht van kreeftachtigen uit de klasse van de Malacostraca (hogere kreeftachtigen).

## Soort
- Rhabdonotus pictus A. Milne-Edwards, 1879
- Rhabdonotus pilipes D. G. B. Chia & Ng, 1995
- Rhabdonotus xynon D. G. B. Chia & Ng, 1995